# Cleocnemis serrana
Cleocnemis serrana là một loài nhện trong họ Philodromidae.
Loài này thuộc chi Cleocnemis. Cleocnemis serrana được Cândido Firmino de Mello-Leitão miêu tả năm 1929.